# Lakeside (Californie)
Pour les articles homonymes, voir Lakeside (homonymie).
Lakeside est une census-designated place (CDP) située dans le comté de San Diego, en Californie.